# Rosman Razak
Rosman A. Razak (* 9. Februar 1976) ist ein malaysischer Badmintonspieler.

## Karriere
Rosman Razak nahm 1997 und 2001 an den Badminton-Weltmeisterschaften teil. Mit Platz 17 im Herrendoppel bei seiner ersten Teilnahme erreichte er dabei seine beste Platzierung. 1997 und 1999 gewann er Silber bei den Südostasienspielen. 1999 siegte er bei den Malaysia International, 2001 bei den India International.

## Sportliche Erfolge
| Saison | Veranstaltung          | Disziplin    | Platz | Name                           |
| ------ | ---------------------- | ------------ | ----- | ------------------------------ |
| 1997   | Südostasienspiele      | Herrenteam   | 2     | Malaysia                       |
| 1997   | Taiwan Open            | Herrendoppel | 5     | Rosman Razak / Chew Choon Eng  |
| 1997   | Malaysia International | Mixed        | 1     | Rosman Razak / Joanne Quay     |
| 1999   | Südostasienspiele      | Herrenteam   |       | Malaysia                       |
| 1999   | Südostasienspiele      | Mixed        | 2     | Rosman Razak / Norhasikin Amin |
| 1999   | Thailand Open          | Herrendoppel | 5     | Rosman Razak / Chew Choon Eng  |
| 1999   | Malaysia International | Herrendoppel | 1     | Rosman Razak / Tan Kim Her     |
| 2000   | Japan Open             | Herrendoppel | 5     | Rosmas Razak / Chew Choon Eng  |
| 2001   | India International    | Herrendoppel | 1     | Rosman Razak / Ng Kean Kok     |
| 2001   | Weltmeisterschaft      | Mixed        | 33    | Rosman Razak / Fong Chew Yen   |
| 2001   | Weltmeisterschaft      | Herrendoppel | 33    | Chang Kim Wai / Rosman Razak   |